# Robin Lenaerts
Robin Lenaerts (Merksem, 31 mei 1996) is een Belgisch voetballer die bij voorkeur als verdediger speelt. Hij debuteerde in 2013 in het betaald voetbal in het shirt van Antwerp FC. Lenaerts maakte zijn debuut in het eerste elftal op 20 maart, in een competitieduel tegen KSK Heist. Hij viel in de negentigste minuut in voor Oumar Diouck. Door een gebrek aan speelkansen ondertekende hij in de zomer van 2015 een contract bij Royal Cappellen Football Club.